# Pachytella churkini
Pachytella churkini – gatunek chrząszcza z rodziny kózkowatych i podrodziny zmorsznikowych.
Gatunek ten opisany został w 2011 przez Michaiła L. Danilewskiego i nazwany na cześć Siergieja Czurkina, lepidopterologa, który odłowił holotyp.
Ciało samców długości od 11 do 13 mm, a samic od 14,7 do 14,8 mm. Szerokość ciała u samców od 4 do 5 mm, a u samic od 5,3 do 6 mm. Ubarwienie podstawowe czarne do ciemnobrązowego. Głaszczki od jasnożółtych do ciemnobrązowych. Czułki od jasnożółtych do całkiem czarnych, u samców ledwo przekraczają połowę długości pokryw, a u samic sięgają końca ⅓ ich długości. Przedtułów poprzeczny, szerszy niż u P. mongolica, opatrzony dobrze rozwiniętymi guzkami bocznymi. Pokrywy 1,7 raza dłuższe niż szerokie. Samce mają pokrywy czarne, w obrysie silnie ku tyłowi zbieżne, podczas gdy u samic są ciemnobrązowe z jasnożółtymi plamami lub całe jasnożółte, a boki mają prawie równoległe.
U samic ostatni segment odwłoka wystaje spod pokryw.
Chrząszcz palearktyczny, endemiczny dla Mongolii, znany wyłącznie z ajmaku gobijsko-ałtajskiego.